# Lokomotiva 752.6
Motorová lokomotiva řady 752.6 je dieselelektrická lokomotiva, vzniklá přestavbou starší řady 753. Při rekonstrukci byl namísto původního spalovacího motoru dosazen motor K 6 S 310 DR z lokomotiv řady 770 včetně příslušenství a provedeny další úpravy. První modernizace tohoto typu byly provedeny již v polovině devadesátých let, k dalším přestavbám došlo po roce 2000. Sériově byly lokomotivy stavěny v závodě firmy ČMKS v České Třebové (dnes jedna z poboček CZ LOKO).

## Stroje 752.001 a 002 pro ČD

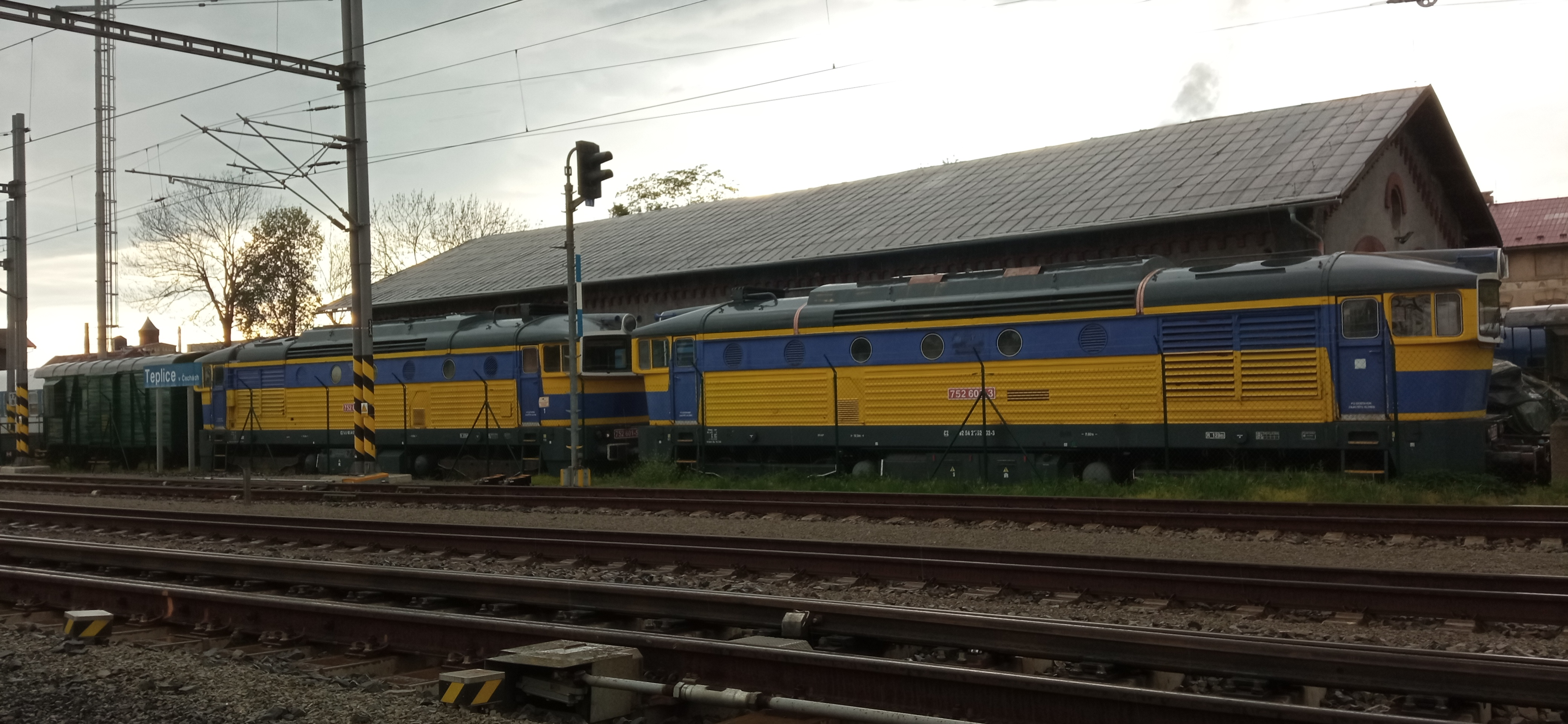
Lokomotivy 752.601-602 odstavené v Teplicích.

Po roce 1990 nastal na československých a později českých železnicích postupný pokles výkonů a objemu dopravy a mnohé starší lokomotivy byly pro nadbytečnost rušeny a likvidovány. Mezi jinými se to týkalo velkých šestinápravových strojů řad 770 a 771, jenž pro svůj pojezd s třínápravovými podvozky poškozovaly tratě a byly provozovány pouze s omezeními. Problémem řady 753 naopak byl nespolehlivý a na údržbu náročný dvanáctiválcový motor K 12 V 230 DR. Mnoho lokomotiv zmíněných typů tak bylo odstaveno a řešilo se, co s nimi dál. Jedním z nápadů byla možnost zástavby robustního a osvědčeného šestiválce z řad 770/771 právě do řady 753 za účelem vyřešení problému se spolehlivostí jejích původních motorů. Prototyp byl přestavěn na bázi lokomotivy 753.155 v ŽOS Česká Třebová během roku 1996 a označen jako 752.001 (zatímco původní řada 752 byla v Česku přečíslována na typ 751.3). Po zkouškách se zabydlel v depu Louny a zůstal zde v provozu po boku ostatních strojů řady 753; v depu Hradec Králové byl rozestavěn i druhý stroj 752.002, ale tato přestavba byla před dokončením zastavena a torzo bylo později použito na jednu z italských rekonstrukcí (viz dále). Pro svůj původ (šlo vlastně o křížence „berty“ (řady 751) a „brejlovce“ (řady 753)) si vysloužil u provozního personálu přezdívku „bertovec“.
Stroj 752.001 byl nadále provozován v Lounech a od roku 2005 v Praze-Vršovicích, kde sloužil na dispečerských a dalších pomocných výkonech. V listopadu 2007 jej u Strančic potkala havárie motoru a byl odstaven. Oprava motoru byla shledána jako velmi nákladná a pro nepotřebnost lokomotivy již nerentabilní. Stroj byl převezen do Ústí nad Labem a poté zpět do České Třebové, kde se podrobil další rekonstrukci, tentokrát na stroj 753.730 pro firmu OKD, Doprava. V této podobě jej můžeme potkat i v současnosti.

## Rekonstrukce pro Itálii
Koncem devadesátých let se v Itálii otevřel železniční trh i pro soukromé dopravce a ti začali požadovat lokomotivy, s kterými by mohli zajišťovat provoz. Množství odstavených strojů řady 753 se proto nabízelo k modernizaci a následnému odprodeji právě sem. Rekonstrukci nabídla společnost ČMKS Česká Třebová (bývalá ŽOS) prostřednictvím obchodního zástupce Inekon Group. Nabízeny byly dvě varianty rekonstrukce – buď s repasovaným šestiválcem K 6 S 310 DR po vzoru přestavby pro ČD, nebo zcela novým motorem od firmy Caterpillar. První provedení bylo pod označením D 752.5 postaveno v celkem devíti exemplářích, dodaných v letech 2001–2002 dopravci Sangritana (8 ks) a jeden majiteli Leon D'Oro. V provozu se osvědčilo, ostatní zákazníci ale dali přednost provedení druhému, jehož bylo přestavěno pro export do Itálie 31 kusů. Kromě deváté lokomotivy D 752.509, sešrotované roku 2014, jsou ostatní u svého majitele stále v pravidelné službě. První dvě lokomotivy postrádaly EDB, na ostatních strojích již namontována byla.

## Řada 752.6 pro OKD Dopravu (AWT)
Na základě pozitivních referencí z Itálie o provozu rekonstruovaných strojů řady D 752.5 přišly s poptávkou po podobných lokomotivách i tuzemské železniční společnosti. Zakázku si však nakonec zadala pouze společnost OKD, Doprava (později přejmenována na Advanced World Transport) a požadovala čtyři kusy. Přestavěny byly během roku 2004 a poté zařazeny do provozu pod označením 752.601–604. Tyto stroje opět nemají EDB a od strojů pro Itálii se drobně liší. Provozovány byly i ve dvojicích na vícečlenné řízení a v provozu doplňovaly ostatní stroje řady 753.7 s motorem Caterpillar. Během léta 2015 byly všechny stroje pro atypičnost a najeté kilometry odstaveny; po ročním odstavení však byla část strojů na podzim 2016 opět oživena a vrácena do provozu.